# Piz Badile
Der Piz Badile (italienisch Pizzo Badile; Piz ist sowohl im rätoromanischen wie im Bergeller Dialekt („Bregagliott“) das Wort für Spitze, ‚Badile‘ heisst im Italienischen ‚Schaufel‘) ist ein markanter Berg der Bergeller Alpen im Süden des Kantons Graubünden in der Schweiz.

## Lage
Über den Gipfel des Piz Badile verläuft die Grenze zwischen Italien und der Schweiz. Er ist 3308 m ü. M. hoch und erhebt sich zwischen dem Val Bondasca im Norden, einem zum Bergell gehörigen Seitental, und dem Val Masino im Süden, das zur Adda entwässert.
Der Piz Badile ist der dominierende Gipfel der stark zerklüfteten Bondascagruppe, allerdings wird er vom rund 1 km östlich gelegenen Piz Cengalo (3369 m ü. M.) um 61 m überragt. Die berühmte Nordkante des Piz Badile erhebt sich zwischen zwei zerrissenen Gletschern, dem Vadrec da la Trubinasca im Westen und dem Vadrec dal Cengal im Osten (Vadrec ist der Bergeller Name für Gletscher). Besonders imponierend sind die Plattenfluchten der über 700 Höhenmeter abfallenden Nordostwand. Die Trichterform der Plattenfluchten im oberen Wandteil geben dem Piz Badile die Form einer Schaufel, von der er den Namen hat.

## Geologie
Der Berg besteht, wie die gesamten Bergeller Alpen, aus dem geologisch vergleichsweise jungen sogenannten Bergeller Granit, einem Granit mit auffällig grossen Kalifeldspatkristallen. (Petrographisch korrekt bezeichnet ist der Bergeller Granit ein Granodiorit.) Flüssiges Magma drang im Tertiär, vor etwa 30 Millionen Jahren, in rund 20 km Tiefe in die Penninischen Decken ein. Durch Hebungsvorgänge entlang der Insubrischen Linie, einer tertiären Bruchzone in den südlichen Alpen, gelangte der Bergeller Granit rasch an die Oberfläche.
Die schnelle Hebung und der Anstieg der Permafrost-Grenze sind auch die Hauptursachen für die Labilität des Bergkamms, in dem sich der Badile befindet. Nach vorausgegangenen relativ kleineren Bergstürzen 2011 und 2012 brach am Vormittag des 23. August 2017 vom benachbarten Piz Cengalo eine grosse, auf 1,5–3 Millionen Kubikmeter geschätzte Gesteinsmasse ab, die eine Mure durch das Bondasca-Tal auslöste. Diese verschüttete acht absteigende Bergsteiger und richtete an Alphütten in der Bondasca und im Dorf Bondo grosse Schäden an. Seither sind die Zustiege zu den Hütten gesperrt und damit auch die Nordanstiege auf den Piz Badile unzugänglich. Die Gemeinde Bergell hat verlauten lassen, dass aus den Messungen der Felsbewegung weitere Bergstürze in naher Zukunft nicht auszuschliessen sind (Stand April 2018).

Siehe auch Artikel Bergsturz von Bondo
Seit 6. Juli 2019 sind der Zustieg zur Sasc-Furä-Hütte und damit die Zustiege zum Piz Badile auf einem alten, wieder hergerichteten Steig offen.

## Routen und Besteigungen

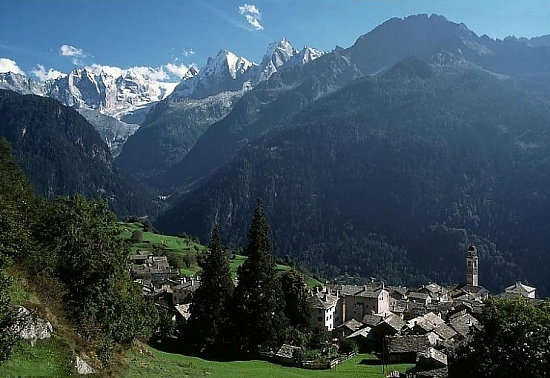
Blick über Soglio im Bergell zu den Bondasca-Bergen mit Sciora, Piz Cengalo und Piz Badile

Zusammen mit seinen Nachbargipfeln gehört der Piz Badile zu den berühmtesten Kletterbergen der Alpen.
Der Normalweg führt von Süden, von der italienischen Gianettihütte im obersten Val Masino zum Gipfel (II). Erstmals bestiegen wurde der Piz Badile am 26. Juli 1867 über die Südflanke von W. A. B. Coolidge mit seinen Begleitern F. und H. Dévouassoud.
Ausgangspunkt für eine Bergbesteigung von Norden, von der Schweizer Seite her,  ist die Sasc-Furä-Hütte (1904 m ü. M.), eine Hütte des Schweizer Alpen-Clubs, die von Bondo durch das Val Bondasca erreicht werden kann. Direkt über der Hütte zieht die Nordkante (IV, eine Stelle V–) messerscharf und direkt zum Gipfel. Die Nordkante, auch einfach Badile-Kante genannt, ist eine der schönsten und beliebtesten Kantenführen in den Alpen mit einer Kantenlänge von über 1200 m, sie wurde am 4. August 1923 von Alfred Zürcher und seinem Führer Walter Risch erstbegangen. Als erste Frau kletterte Clärli Wyss im August 1935 im Rahmen einer Vereinstour der Zürcher Naturfreunde Schweiz über die Nordkante.
Die Route durch die Nordostwand (Via Cassin, V+/A0 oder VI+) wurde im Juli 1937 von Riccardo Cassin gemeinsam mit Vittorio Ratti, Gigi Esposito, Mario Molteni und Giuseppe Valsecchi in einem dreitägigen Kampf im Wettersturz bezwungen. Molteni und Valsecchi starben beim Abstieg über die Südflanke an Erschöpfung. Die erste Winterbegehung gelang Angelo Calegari mit Giacomo und Virgilio Fiorelli am 16. März 1938. Schlagzeilen machte Hermann Buhl, als er 1952 die Nordostwand (Cassinführe) erstmals allein beging, nachdem er tags zuvor mit dem Fahrrad aus dem rund 160 km entfernten Landeck angereist war und noch am selben Wochenende dorthin zurückkehrte. Als erste reine Frauenseilschaft durchstiegen Yvette Vaucher und Loulou Boulaz (im Alter von 61 Jahren) 1969 die Nordostwand, wobei Betty Favre bereits 1952 in einer gemischten Seilschaft die Cassin durchstiegen hat.
Seit 1967 steht in nächster Nähe des Gipfels das Bivacco Alfredo Redaelli, eine Biwakschachtel des CAI.
Im September 1972 verunglückten die deutschen Bergsteiger Karl Golikow und Otto Uhl tödlich in der Nordostwand. Sie wurden – wie die Erstbegeher – von einem Wettersturz überrascht. Im Sommer und Herbst kommt es wegen der Nähe der heissen Po-Ebene zu heftiger Thermik und plötzlichen Gewittern, die den Badile, besonders die Nordostwand, sehr gefährlich machen.